# Калинове (Краматорський район)
Кали́нове — село Іллінівської сільської громади Краматорського району Донецької області, Україна.

## Загальні відомості
Відстань до центру громади становить близько 29,5 км і проходить переважно автошляхом Н20.
Відстань до райцентру становить близько 65 км. Село розташоване на берегах річки Калинівка. 

## Історія
Сучасне село Калинове складається з заснованого у 18 столітті Калинового та хутора Шевченко (нині - вулиця Шевченко).

### село Калинове
Різні джерела називають різних засновників села. Згідно одніє версії після будівництва церкви Святого Хрестителя Господнього Іоана Предтечі в Іванівці 1788 року, що приваблювало нових поселенців, частина земель Івана Васильовича Шабельського була розділена між спадкоємцями:
- В. Ф. Шабельський переселив з Іванівки на свою ділянку 18 родин селян та заснував село Катерино-Олександрівку (нині - село Миколаївка);
- хутір Перещепний був заснований Марфою Шабельською шляхом переселення частини селян з Іванівки на успадковану землю в Дружківській волості;
- Єгор Шабельський переселив з Іванівки на свою ділянку 80 родин селян та заснував у Архангельській волості село Калинове.[1]

Найімовірнішою версією є заснування села Калинового дворянином протоієреєм Григорієм Калиновичем. Згідно розмежуванню 1789 року, йому належала пустка Калинова, село Широка (Гнатівка) та село Калинове біля Олександрівки.
Землі тягнулися від пустки Калинової до Нью-Йорка, села Петровки-Щербинівки та до Олександро-Калинового і на захід до Тарасівки (також Петровки).
Протоієрей Григорій був дворянського походження і у Бахмутському повіті за ним закріплено 3250 десятин землі із селом Бур'янівка (нині - Авдіївське), де проживало 77 чоловіків і 38 жінок.
1820 року Григорій Калинович продав всі землі з майном за 38 тисяч рублів майору Петру Івановичу Шабельському. У тому числі й Калинову пустку, яку Шабельський заселил 1830 року.
Шабельський мав маєток в Петровеньках - Петровська (нині - Тарасівка), також він володів хутором Воздвиженським, який був заселений 1840 року переселенцями з Полтавської та Чернігівської губернії.
1849 року брат або племінник Шабельського збудував у селі Архангельському церкву Успіння Пресвятої Богородиці, яка стала приходом його сіл - Калинового, Воздвиженки та Петрівського.
Згідно даних обліку 1886 року у селі Калиновому Архангельської волості було 53 воли та 13 коней. Існувало 3 промислових об’єкти, 1 шинок та 1 крамниця.
Серед землевласників Калинового та земель довкола значаться:
- дворянка Клочкова Марія Павлівна - 164,7 десятин;
- дворянин Родзянко Григорій Павлович - 260,2 десятин.[1]

### Хутір Павлівка
З південного боку сучасної вулиці Шевченко розташовувався заснований Павлом Степановичем Родзянко хутір із назвою Павлівка.
Коріння Родзянок лежить у Полтавській губернії. Предком багатьох Родзянко був народжений 1704 року сотник Василь Родзянко з Хоролу.
Правнук Василя Родзянко - капітан Степан Іванович 23 грудня 1773 року йде у відставку і отримує, як рангову дачу у Бахмутському повіті, 2710 десятин землі. Мав двох синів – Федор та Павла.
Павло Степанович Родзянко (дружина - Калинович Глафіра Григор’ївна [1796-1888 рр.]) 1826 року придбав у поміщика Івана Федоровича Фурсова 216 десятин землі біля Мар'їно-Новоселівки (біля Калинового Бахмутського повіту Скотоватської волості та заснував хутір Павлівка (пізніше - Ново-Павлівка).
Павло Степанович служив у цивільному відомстві, мав невисокий чин колезького реєстратора і у 1831-33 роках був засідальником Бахмутського повітового суду.
Приходом була церква у Ново-Бахмутівці, там є запис про смерть його дружини, а також запис про сина Олександра, там же жив один час і син Микола Андрійович Родзянко.
В Архангельській волості бували випадки, коли наймали 20 працівників, виплачували завдаток, годували та роздавали завдання на наступний день. Але вранці ці працівники покидали економію, кинувши свої паспорти. Такий випадок стався у маєтку Родзянко.
У шлюбі у подружжя Родзянко-Калинович було п'ятеро дітей: Олександр (1814 р.н.), Іван (1826 р.н.), Григорій (1829 р.н.), Ганна (1821р.н.) і Марфа. 

Герб Родзянко

Родзянко Григорій Павлович – дворянин та поміщик. Народився 28 січня 1829 року у Бахмуті. Від 1846 року - майор на службі у Тифліському єгерському полку. З 1870 року полковник у відставці.
За дворянином Родзянко Григорієм Павловичем, згідно даних обліку 1886 року, значилося село Калинове Архангельської волості, хутір Павлівка та хутір Родзянко.
Хутір Родзянко був засновний Григорієм Родзянко, як власне поселення.

### Радянський період
Згідно даних обліку 1926 року по Залізнянському району, село Калинове було адміністративним центром Калинівської сільської ради, якій також підпорядковувалися: хутір Ново-Павлівка, хутір Орлівка, хутір Родзянко.
Згідно з обліком 1936 року, до назви Калинове додався №2. Селом Калинове №1 на той час називалося колишне село Государів Байрак (нині північно-східний район міста Горлівка. Адміністративно відноситься до Калінінського району). Калинівській сільраді №2 також підпорядковувалися хутір Добровільний, хутір Ново-Павлівка, хутір Шевченко (Родзянко).
В період радянської окупації став ширитися процес заміни назв, що "зберегли у собі ознаки поваленого царського ладу та релігійних забобонів". У зв'язку з цим, назву зникає пам'ять про дворян Родзянко. На перегоні Новобахмутівка – Очеретине існувала станція Родзянко, яку перейменували на зупинний пункт Борці.
10 серпня 1954 року Олександропільську та Калинівську сільські ради об’єднують в одну Калинівську із центром в селі Калинове.
8 січня 1960 року Калинівську та Миколаївську сільські ради об’єднують в одну Миколаївську із центром в селі Миколаївка.
21 грудня 1977 року, рішенням Донецького облвиконкому, село Новопавлівка Правдівської сільради було виключено з облікових даних адміністративно-територіального поділу Костянтинівського району. Його мешканці були переселені в село Шевченко.
27 квітня 1983 року села Калинове та Шевченко Правдівської сільської ради об’єднують в одне село Калинове.
7 квітня 2025 року, почалися бої за село.
24 квітня 2025 року, ЗС РФ окупували село.

## Населення
За даними:
- 1859–1873 років - 90 дворів та 590 мешканців (280 чоловіків та 310 жінок);
- 1886 року - 123 двори та 848 мешканців;
- 1911 року - 183 двори та 1493 мешканці (771 чоловіків та 722 жінки);[10]

За даними перепису 2001 року населення села становило 627 осіб, із них 74,32 % зазначили рідною мову українську, 23,76 % — російську, 0,8 % — болгарську, 0,48 % — білоруську та молдовську мови.

## Вулиці
- вулиця Незалежності (колишня Мусоргського);[12]
- вулиця Подільська;
- вулиця Чернігівська;
- вулиця Шевченка.[13]

## Промисловість
- Костянтинівська ДЕРЖСОРТОСТАНЦІЯ:
- ПП «Ясинуватський хлібозавод»;
- СТОВ «Весна»;
- СТОВ «ім. Шевченка»;
- СТОВ «Калинове»;
- СФГ «Відродження»;
- Калинівський НВК